# Chiesa di San Martino Vescovo (San Martino in Strada)
La chiesa di San Martino Vescovo è la parrocchiale di San Martino in Strada, in provincia e diocesi di Lodi; fa parte del vicariato di Lodi Vecchio-San Martino in Strada.

## Storia
La prima citazione della pieve di San Martino in Strada risale al XII secolo ed è contenuta in un documento del vescovo di Lodi Alberico; inoltre, nel 1228 questo luogo di culto venne prescelto per emettere una sentenza riguardante dei diritti di decima.
Nel 1261 la pieve venne sottoposta a una tassa dal papato; in un elenco relativo si legge che da essa dipendevano la chiesa di Ossago e varie altre cappelle.
La parrocchiale di San Martino venne riedificata nel XVI secolo; nel censimento diocesano in seguito al concilio di Trento la chiesa venne registrata con il titolo di arcipresbiteriale.
Dalla Descriptio del 1619 si apprende che la parrocchiale, compresa nel vicariato di Cavenago d'Adda, aveva alle sue dipendenze gli oratori dei Santi Gervaso e Protaso e di San Bernardo ed era sede delle confraternite del Santissimo Sacramento, della Dottrina Cristiana e del Rosario.
Nel XVII secolo fu eretto il campanile, mentre in precedenza per quella funzione era stata riadattata una torre del soppresso castello.
Nello Stato del clero del 1859 si legge che il numero dei fedeli era pari 2525 e che la parrocchiale aveva come filiali gli oratori di San Bernardino, di San Filippo Neri, della Natività di Maria Vergine e di San Giacomo.

## Descrizione

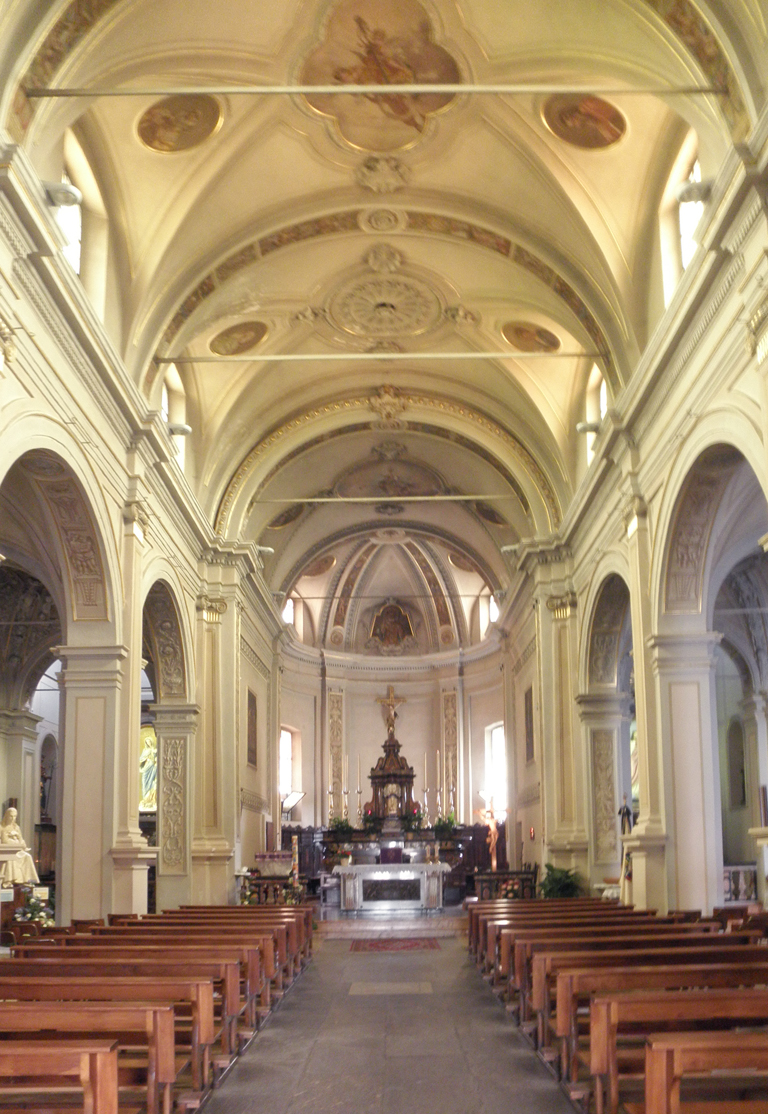
L'interno

### Esterno
La facciata a salienti della chiesa, rivolta a occidente e anticipata dal protiro sorretto da colonnine, è suddivisa da una cornice marcapiano modanata in due registri, entrambi scanditi da lesene: quello inferiore, più largo, presenta centralmente il portale maggiore e ai lati i due ingressi secondari e altrettante finestre, mentre quello superiore è abbellito da una raffigurazione del santo padtrono e coronato dal timpano curvilineo.
Annesso alla parrocchiale è il campanile a base quadrata, la cui cella presenta su ogni lato una bifora ed è coronata dalla cupola poggiante sul tamburo ottagonale caratterizzato da finestrella.

### Interno
L'interno dell'edificio è suddiviso in tre navate da pilastri sorreggenti degli archi a tutto sesto e abbelliti da lesene con capitelli ionici, sopra i quali corre la cornice modanata e aggettante su cui si impostano le volte, botte sulla navata centrale e a crociera su quelle laterali; al termine dell'aula si sviluppa il presbiterio, rialzato di alcuni gradini, delimitato da balaustre, ospitante l'altare maggiore e chiuso dall'abside di forma semicircolare.